# Menapier

Das römische Gallien und rechtsrheinische Germanien um das Jahr 70 n. Chr.

Die Menapier (lateinisch Menapii) waren ein keltisch-germanisches Mischvolk im belgischen Gallien, das um 52 v. Chr. von den Römern unter Caesar im Gallischen Krieg unterworfen wurde.

## Herleitung des Namens
Der Name Menapier wird einerseits auf die keltischen Worte mel und apa mit der Bedeutung „Wasser“ zurückgeführt und weist dann auf das übermäßig sumpf- und wasserreiche Siedlungsgebiet dieses Stammes hin. Stimmt diese Herleitung, bedeutet Menapier so viel wie Bewohner des Sumpf- und Wasserlandes. Andererseits wird der Name auch von der rekonstruierten Protokeltischen Wurzel *mano- (alternativ: *meno- oder *mono-) hergeleitet, die entweder „Gedanke“ oder „Treten“ bedeutet oder bei Ableitung von auf rekonstruiertes *men- zurückgehender Wurzel *mono- möglicherweise auch im Zusammenhang mit „Aufragen“ steht.
Einige Autoren gehen davon aus, dass der Name Menapii identisch ist mit dem altirischen Stamm Manapi, der bei Ptolemäus erwähnt wird.

## Siedlungsgebiet
Die Menapier bewohnten im 1. Jahrhundert v. Chr. die damals sumpfigen und stark bewaldeten Niederungen an Niederrhein, Niers, Maas, Kleiner und Großer Nete bis hin zu Schelde und Leie/Lys im heutigen Flandern. Ihr Gebiet erstreckte sich etwa von Gent im Westen bis zum Rhein bei Emmerich im Osten und endete im Norden am Rheindelta und im Süden nördlich von Eifel und Ardennen. Dieser Siedlungsraum deckt sich heute weitgehend mit den belgischen Provinzen Ostflandern, Flämisch-Brabant und Antwerpen (mit Kempenland), den niederländischen Provinzen Noord-Brabant und Limburg (nördlicher Teil) sowie dem unteren Niederrhein nördlich Mönchengladbach in Deutschland.
Ihr Hauptort Castellum Menapiorum, das heutige Cassel, in Nordfrankreich wurde in diokletianischer Zeit nach Turnacum (Tournai) verlegt.

## Nachbarn
Zu Beginn der Eroberung Galliens durch Caesar waren Nachbarn der Menapier
- im Norden die Bataver,
- im Osten Usipeter und Tenkterer,
- im Süden die Eburonen, Nervier und Atrebaten sowie
- an der Küste im Westen die Moriner.

Die Eburonen wurden im Verlauf des Gallischen Krieges ausgerottet. Ihr Gebiet wiesen die Römer dann den Sunikern und Tungerern (um Tongern) zu.

## Geschichte
Wahrscheinlich bereits weit vor Beginn der Eroberung Galliens durch Caesar 58 v. Chr. überquerten Germanen den Rhein und vermischten sich mit den dort vermutlich seit rund 300 Jahren lebenden Kelten. Einer dieser keltisch-germanischen Stämme, zu denen auch die Eburonen, Nervier und Treverer gehörten, waren die Menapier.
Die Menapier siedelten zunächst sowohl links- als auch rechtsrheinisch, wurden aber 55 v. Chr. durch die Usipeter, die ihrerseits von den Sueben vertrieben worden waren, von der rechten Rheinseite verdrängt (Gaius Julius Caesar, De Bello Gallico, Buch IV).
Im Zuge des Feldzugs gegen die Eburonen, die unter ihrem Anführer Ambiorix ein Lager der Römer erfolgreich angegriffen und danach die 9. Legion unter Quintus Tullius Cicero in ihrem Winterquartier belagert hatten, überfiel Caesar zunächst die benachbarten Menapier, um sicherzugehen, dass diese ihm nicht in den Rücken fallen konnten:

„[…] (4) An die Grenzen des eburonischen Landes stieß das Gebiet der Menapier, das durch endlose Sümpfe und Waldgebiete geschützt war. Die Menapier hatten als einzige unter den Galliern nie Gesandte mit der Bitte um Frieden an Caesar geschickt. Caesar wußte, dass Ambiorix mit ihnen Gastfreundschaft verband. Auch hatte er erfahren, dass er über die Vermittlung der Treverer mit den Germanen einen Freundschaftsvertrag beschlossen hatte.
(5) Er glaubte daher, zunächst muß man Ambiorix diese Hilfsquellen abschneiden, ehe man mit ihm selbst Krieg anfinge, damit er sich nicht bei den Menapiern verbergen könne oder notgedrungen mit den rechtsrheinischen Germanen einen Bund eingehe, wenn seine Situation verzweifelt würde.
(6) Nachdem Caesar diesen Plan entwickelt hatte, sandte er den Troß des gesamten Heeres zu Labienus ins Land der Treverer und wies zwei Legionen an, dorthin zu marschieren. Er selbst setzte sich mit fünf […] kampfbereiten Legionen gegen die Menapier in Marsch.
(7) Jene stellten keinerlei Truppen auf, sondern vertrauten auf den Schutz, den ihr Land bot, flohen daher in die Wälder und Sümpfe und brachten ihre gesamte Habe dorthin.
6. (1) Caesar teilte seine Truppen mit den Legaten C. Fabius und dem Quaestor M. Crassus, legte rasch Knüppelwege an und rückte so in drei Gruppen vor. Er setzte Gehöfte und Dörfer in Brand, wobei er eine große Zahl von Menschen und Vieh in seine Gewalt bekam.
(2) Hierdurch sahen sich die Menapier gezwungen, Gesandte mit der Bitte um Frieden an ihn zu schicken.
(3) Er nahm zwar ihre Geiseln an, betonte aber, er werde sie wie Feinde behandeln, wenn sie Ambiorix oder dessen Gesandte in ihrem Gebiet aufnahmen. […]“

Im Laufe der folgenden Jahre wurden die Menapier dann immer weiter nach Westen abgedrängt, bis ihnen schließlich nur noch ein Gebiet westlich der Schelde verbleibt. Ihr Gebiet am Rhein erhalten die Cugerner.

## Lebensweise
Die Menapier waren sesshaft und lebten von Viehzucht und Ackerbau. Auffällig ist der geringe Grad der Romanisierung in den nördlichen Stammesregionen; vorrömische Traditionen blieben oft erhalten. Sie siedelten nicht in zusammenhängenden Dörfern, sondern bevorzugten versteckt gelegene, halb in die Erde eingegrabene Einzelhöfe, die sie als Schutz gegen Überschwemmungen meist auf den sogenannten Donken errichteten – den Sand- oder auch Lehmrücken, die wenige Meter aus den umgebenden Wasserläufe, Seen und Sümpfe herausragten.
Berühmt war der Schinken der Menapier. Salzgewinnung und Salzhandel stellten eine weitere bedeutende Einnahmequelle dar.